# Hornet (film, 2018)
Pour les articles homonymes, voir Hornet.
Pour plus de détails, voir Fiche technique et Distribution.
Hornet est un film d'action et de science-fiction américain, réalisé par James et Jon Kondelik, sorti en 2018. Il met en vedettes dans les rôles principaux Shellie Sterling, Madison West et Mark Valeriano.

## Synopsis
Une race extraterrestre attaque la Terre, déterminée à asservir l’humanité. Les envahisseurs commencent à laver le cerveau des humains, les transformant en zombies assoiffés de sang, pour qu’ils effectuent des actes de destruction. Alors que la population de la Terre passe de plus en plus sous le contrôle des extraterrestres, un groupe d’étudiants prévoit de riposter. Les scientifiques en herbe travaillent depuis un certain temps sur un robot de combat, qu’ils ont baptisé Hornet. Le robot peint en jaune est encore à un stade très précoce de développement, il n’a pas été suffisamment testé pour une utilisation sur le terrain, et il n’y a aucun moyen de savoir si cela fonctionnera contre les envahisseurs, mais ce qui a commencé comme un projet de fin d’études est maintenant le dernier espoir de l’humanité. Afin de protéger la Terre des envahisseurs de l’espace, les étudiants envoient le prototype de robot au combat contre les sbires ressemblant à des zombies et l’énorme vaisseau-mère qui plane de manière menaçante au-dessus de la planète.

## Distribution
- Shellie Sterling : Helen
- Madison West : Chloe
- Mark Valeriano : Luke
- Sallieu Sesay : Ranger Graham
- Doug Burch : Agent Pendleton[4]
- Jonathan Nation : Jonathan Nation[5].
- Eric Paul Erickson : Matt
- Danielle Inks : Flo
- Tom Konkle : Biff
- Jennifer Lee Wiggins : Katie
- Aly Trasher : Toni Collins
- Ryan Budds : Présentateur de journal télévisé
- Joe Forbes : Jack[6]

## Production
Le film est sorti le 18 décembre 2018 aux États-Unis, son pays d’origine, pour capitaliser sur le succès de Bumblebee, qui est sorti le 21 décembre 2018.